# Zamia lindosensis
Zamia lindosensis — вид саговникоподібних з родини замієвих (Zamiaceae). Місцем проживання цього виду є Колумбія.